# Ravenser Odd
Ravenser Odd, también escrito Ravensrodd, fue un puerto de Yorkshire del Este, Inglaterra, durante el período medieval, construido en los bancos de arena en la desembocadura del estuario del Humber. El nombre Ravenser proviene del vikingo «Hrafn's Eyr», que significa «lengua de cuervo», refiriéndose al promontorio de arena perdido, cuyo sucesor moderno se conoce ahora como Spurn Head.
La ciudad fue fundada por el conde de Aumale a mediados del siglo XIII y tenía más de cien casas y un floreciente comercio alrededor de 1299, cuando se le concedió una carta de borough. En el siglo XIII era un puerto más importante que Kingston upon Hull, localizado más arriba en el río Humber, y estuvo representado en el Parlamento modelo de 1295. Cuando los bancos de arena se desplazaron la ciudad fue arrasada, después, las tormentas del invierno de 1356-57 la inundaron por completo, lo que condujo a su abandono, finalmente fue destruida por la tormenta de Grote Mandrenke de enero de 1362. El sitio ahora está completamente bajo el agua.